# RomDisq
RomDisq je brzi, "solid-state" periferni uređaj za masovnu pohranu podataka koji je bio predviđen da se može priključiti u ROM utor (eng. ROM port) računala Sinclair QL ili na matičnu ploču Auroru.
Vrlo je elegantna dizajna i krajnje je izdržljivosti. Kapaciteta je 2, 4 i 8 mebibytea.
RomDisq-ov firmware je dizajnirao Stuart Honeyball iz Miracle Systemsa za TF Services i njegov softver kojeg je napisao dizajner operativnog sustava za Sinclair QL Tony Tebby. PCB je dizajnirao TF Services.

## Vanjske poveznice
- QL RomDisq